# Bill George
William J. George (Waynesburg, 27 ottobre 1929 – 30 settembre 1982) è stato un giocatore di football americano statunitense che ha giocato nel ruolo di linebacker per la maggior parte della carriera con i Chicago Bears della National Football League (NFL). È stato inserito nella Pro Football Hall of Fame nel 1974.

## Carriera professionistica
George fu scelto dai Bears nel corso del secondo giro del Draft NFL 1951. Iniziò la sua carriera professionistica come middle guard nell'allora standard prima linea a cinque elementi. Fu convocato per otto Pro Bowl consecutivi nel periodo 1955-1962.
Si ritiene che George sia stato il primo vero middle linebacker nel football e che, inavvertitamente, sia stato il creatore della difesa di tipo 4-3. Notando durante una gara del 1954 contro i Philadelphia Eagles che la sua tendenza a colpire il centro avversario a destra dopo lo snap portava il quarterback ad effettuare un passaggio sopra la sua testa, George iniziò ad arretrare dalla linea, permettendogli di intercettere o deviare un gran numero di passaggi avversari, creando così quello che in futuro sarebbe stato l'assetto della difesa 4–3 (quattro uomini della linea e tre linebacker).
Oltre ai suoi 18 intercetti in carriera, George recuperò 19 fumble e nel 1954 segnò 25 punti convertendo 13 tentativi di extra point e segnando 4 field goal. Nel 1963 guidò la difesa dei Bears che vinse il campionato NFL.
George morì in un incidente d'auto avvenuto nel Wisconsin il 30 settembre 1982.

## Palmarès

### Franchigia
- Campionati NFL : 1

Chicago Bears: 1963

### Individuale
- (8) Pro Bowl (1954, 1955, 1956, 1957, 1958, 1959, 1960, 1961)
- (8) First-team All-Pro (1955, 1956, 1957, 1958, 1959, 1960, 1961, 1963)
- Formazione ideale della NFL degli anni 1950
- Numero 61 ritirato dai Chicago Bears
- Numero 47 ritirato dai Wake Forest Demon Deacons
- Pro Football Hall of Fame (classe del 1974)